# I. Constantinus római császár

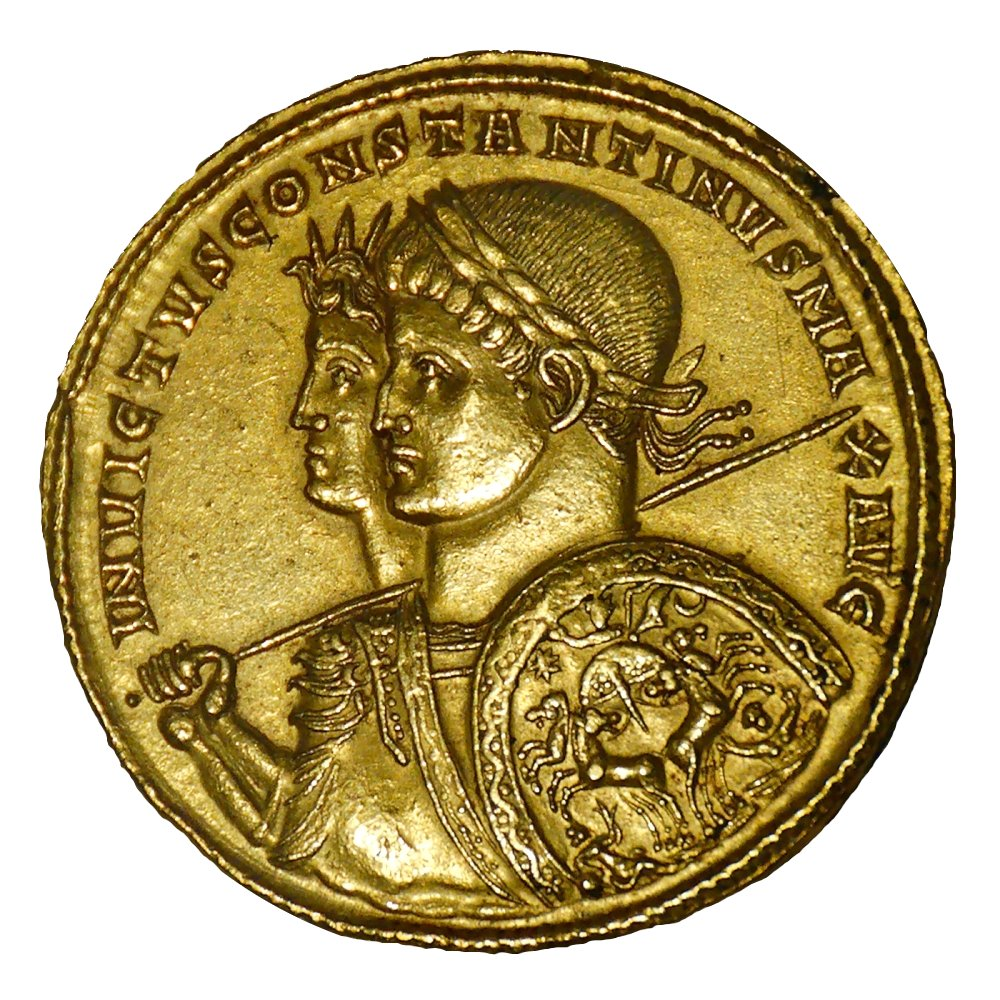
I. Constantinus 313-ban vert érméje, a pogány római vallás Napistenével (Sol Invictus) ábrázolva

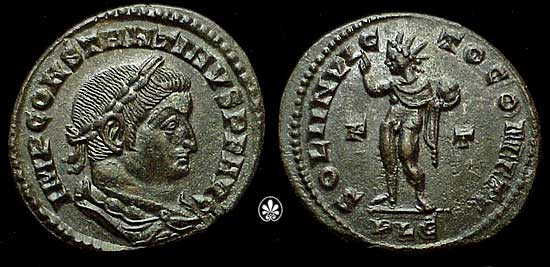
I. Constantinus 310-ben vert érméje. Körirata: IMP CONSTANTINVS P F AVG és SOLI INVIC-TO COMITI

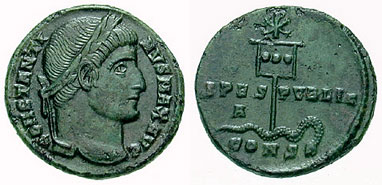
I. Constantinus 337-ben vert pénzérméje, rajta a Krisztus monogram a Labarum vagy Konstantin-kereszt, krisztogram, chi-rho szimbólum, XP szimbólum.

Labarum. Constantinus császárt Eusebius keresztény történetíró szerint a 312. október 28-án lezajlott Milvius-hídi csata előtt anyja Szent Ilona, aki buzgó keresztény volt, felkereste a táborban, és arra intette, hogy kérje az Úr segítségét a győzelemhez. Constantinus azonban elutasította anyja kérését. Éjjel azonban álmot látott. Egy nagy kereszt tűnt fel az égen, ezzel a felirattal: „E jelben győzni fogsz!” görögül: görögül: τούτω νίκα [tutó nika]) Constantinus másnap felvarratta a kereszt jelét katonái ruhájára. A labarum csúcsára pedig a római sas helyére aranykoszorúba foglalt, drágaköves Krisztus-monogram került. Ezt követően véres ütközetben legyőzte Marcus Aurelius Valerius Maxentius háromszoros túlerőben lévő seregét. Ezzel a győzelmével ő lett Nyugaton az úr.

I. Constantinus vagy Nagy Konstantin, teljes nevén: Caius Flavius Valerius Aurelius Constantinus; a keleti katolikus egyházakban és az ortodox egyházakban: Szent Konstantin (Naissus, 280. körül– Nicomedia, 337. május 22.), a Római Birodalom császára.
Csapatai 306. július 25-én kiáltották ki augustusszá és ettől kezdve uralmát a Római Birodalom egyre nagyobb részére, majd egészére kiterjesztve egészen haláláig (337) uralkodott.
Európában ma leginkább a – keresztény egyház vezető püspökei és a császár között lezajlott tárgyalásoknak és kiegyezéseknek köszönhetően – 313-ban kiadott Mediolanumi, ismertebb nevén milánói ediktumról, (amely a Római Birodalomban elsőként engedélyezte a keresztény vallást) és a 325-ben tartott első nikaiai zsinaton kiadott Symbolum Nicaeno-Constantinopolitanum elnevezésű keresztény hitvallásról ismert; mindkettő fontos lépést jelentett a kereszténység elterjedésében. Lactantiustól és Kaiszareiai Euszebiosztól kezdve napjainkig sokan őt tartják az első keresztény császárnak, bár hite felől kétségek merülnek fel, mivel csak halálos ágyán – vagy még ott sem – vette fel a kereszténységet.

## Élete, uralkodása
Constantinus Naissus (ma Niš, Szerbia) városában született, Moesia Superior provinciában, 272. vagy 273. február 27-én. Apja Constantius Chlorus, akkoriban még csak magas rangú tiszt, később római hadvezér. Anyja Constantius Chlorus ágyasa, Helena, egy kocsmáros lánya. A 300-as évek első évtizedeitől ismertek olyan történeti források, amelyek szerint feleségül is vette, ez azonban nagyon kevéssé valószínű. 292 körül Diocletianus óhajára Constantius feleségül vette Flavia Maximiana Theodorát, Maximianus leányát vagy örökbefogadott leányát. Theodorától Constantius Chlorusnak még hat gyermeke született, köztük Flavius Iulius Constantius, a későbbi Julianus császár apja.
Az ifjú Constantinus Diocletianus császár nikomédiai udvarában szolgált, miután apját 293-ban kinevezték a Diocletianus által létrehozott tetrarchia egyik caesarjának. Gyakorlatilag túszként élt ott, miközben Constantius Chlorust Theodora és Theodora gyermekei vették körül, ő kiszorult a családból. 305-ben lemondott Diocletianus és Maximianus is, azaz a tetrarchia mindkét augustusa. Maximianust Constantius Chlorus követte a nyugati birodalomrész augustusaként.
Jóllehet a tetrachia négy vezetője közül Constantiusnak és Maximianusnak is volt egy törvényes fia (Maximianusnak Maxentius), azonban egyikük sem kapott pozíciót a hatalomátadás során. Ennek két oka volt. Egyfelől a tetrarchia diocletianusi eszménye az volt, hogy a lemondó augustusok helyére a korábbi caesarok lépnek, akiket a még regnáló augustusok neveznek ki saját maguk segítségére a legrátermettebb emberek közül. Így a dinasztikus elv (successio) a tetrarchiában elvileg nem létezett, helyette a másik legitimációs forma, a kijelölés (denominatio) került előtérbe. Diocletianus helyesen látta, hogy a Római Birodalom hanyatlásának elsődleges oka a legitimáció szabályozatlansága. Semmiféle elfogadott irányelv nem létezett arra vonatkozóan, hogy a császárokat ki vagy mi teszi császárrá. A dinasztikus elv tulajdonképpen már a Iulius–Claudius-dinasztia idején hamvába halt, bár a Flaviusok alatt majdnem kialakult egy spontán változata. Ettől kezdve a denominatio elvének különböző változatait próbálták a birodalomban bevezetni, de egyik sem járt sikerrel.
Másik oka pedig az volt, hogy Maximianus tisztában volt fia heves természetével és nem tartotta alkalmasnak a caesari posztra, Constantius Chlorus pedig nem tartott fenn jó viszonyt Constantinusszal, aki csak utolsó hadjáratán csatlakozhatott apjához, mert addig Galerius túsza volt. Ezen kívül Diocletianus személyesen tiltotta meg, hogy a műveletlen Constantinus caesari rangba léphessen. Helyettük Severust és Maximinus Daiát nevezték ki caesarokká. Ezután Constantinus Nikomédiából Galliába utazott, hogy csatlakozzon apja seregéhez. Constantius azonban egy a piktek ellen vezetett hadjárat során megbetegedett és 306. július 25-én Eboracumban (ma: York) meghalt. Eutropius szerint Constantius a fiát nevezte meg örököseként, amely állítás – ha igaz – azt jelenti, hogy Constantius rúgta fel a tetrarchia elveit. Az alemann származású Chrocus és a Constantius emlékéhez hű csapatok azonnal augustusszá kiáltották ki Constantinust, annak ellenére, hogy törvényesen Severusnak kellett volna Constantius Chlorust követni.
A tetrarchia rendszerében tehát Constantinus augustusszá kikiáltása illegitim volt. Constantiusnak is csak caesart lett volna joga kinevezni – de még ez sem történt meg –, így Constantinus (illetve csapatai) megsértették a diocletianusi rendszert, amikor Constantinust augustusszá nyilvánították. Diocletianus pontosan azért találta ki a tetrarchia rendszerét, hogy elkerülje a birodalomrészek hadseregeinek állandó önálló császárválasztását és a trónváltásokat mindig követő anarchiákat, és ezzel véget vessen a katonacsászárok korának. Diocletianus rendszere 306-ig kiválóan működött, akkor azonban két feltörekvő és gátlástalan ifjú, Maxentius és Constantinus alapjaiban rendítette meg, és soha többé nem állt helyre. Diocletianus, a senior augustus tartotta magát a fogadalmához, és annak ellenére sem tért vissza a császári trónra, hogy megpróbálták a helyzet rendezése érdekében visszahívni, tekintet nélkül arra, hogy rendszere a szeme láttára omlott össze.
Constantinus Galeriushoz, a keleti birodalomrész augustusához fordult, hogy ismerje el őt nyugati augustusnak. Galerius azonban csak a caesari címben erősítette meg őt és Severust, a jogos címvárományost nevezte ki a nyugati birodalomrész augustusának.
Constantinus kezdetben a birodalom nyugati részét, azaz Britanniát, Galliát, a germán provinciákat és Hispaniát tartotta uralma alatt. Ennélfogva ő rendelkezett a birodalom egyik legnagyobb hadseregével is, ami a fontos rajnai határszakasz mentén állomásozott. Jóllehet Gallia volt a leggazdagabb tartományok egyike, ez a provincia sokat szenvedett a harmadik évszázad válsága során. Sok terület elnéptelenedett és több város is romokban hevert. Galliában töltött évei során, 306 és 316 között, Constantinus folytatta apja erőfeszítéseit annak érdekében, hogy a Rajna mentén megerősítse a határt és a gall provinciákat újjáépítse. Ez idő tájt Trier volt a főhadiszállása.
Miután császárrá (augustusszá) kiáltották ki azonnal visszatért Galliába, hogy elfojtsa a frankok felkelését. Ezt a hadjáratot 308-ban egy újabb hadjárat követte a frank törzsek ellen. Ezután a győzelem után kezdett bele egy híd építésébe a Rajnán Köln magasságában, ami azt a célt szolgálta, hogy a folyó jobb partján is állandó hídfőállást hozzon létre. Egy 310-ben vezetett újabb hadjáratot Maximianus miatt – aki hozzá hasonló trónbitorló volt – félbe kellett hagynia. Constantinus 313-ban vívta utolsó háborúját a Rhenus határán, amikor Itáliából visszatért és ekkor is győzelmet aratott. Fő célja a stabilitás elérése volt, és ezt a lázadó törzsek ellen vezetett azonnali és kegyetlen büntetőexpedíciókkal próbálta elérni. Ezek az expedíciók a birodalom katonai erejének demonstrálására szolgáltak meghódítva a Rajna birodalomhoz tartozó partján elő törzseket, és lemészárolva a hadifoglyokat az arénákban tartott játékok alkalmával. Ez a stratégia sikeresnek bizonyult: a rajnai határ mentén Constantinus további uralkodása alatt viszonylagos nyugalom volt.
307-ben Maximianus császár (aki 305-ben történt lemondását megváltoztatva nem sokkal korábban visszatért a politikai színtérre) felkereste Constantinust, hogy megszerezze Constantinus támogatását a Maxentiusnak Severus és Galerius ellen vívott háborújában. Constantinus feleségül vette Maximianus Fausta nevű lányát, hogy a szövetséget megpecsételjék és Maximianus elismerte Constantinus augustusi címét.
Constantinus adott szava ellenére mégsem avatkozott be Maxentius oldalán a polgárháborúba. Maximianus, miután nem sikerült fiát lemondásra bírnia, 308-ban visszatért Galliába. Egy Carnuntumban tartott megbeszélésen Diocletianus, Galerius és Maximianus még ebben az év találkoztak, ahol Maximianust újra lemondásra kényszerítették és Constantinust megint csak caesarnak ismerték el. 309-ben Maximianus fellázadt fogadott fia ellen, amíg Constantinus a frankok elleni hadjáraton volt. A lázadást gyorsan elfojtották és Maximianust vagy megölték vagy öngyilkosságra kényszerítették. Mind Constantinus, mind pedig Maximinus Daia elégedetlen volt a neki juttatott caesari címmel és Licinius kinevezésével, és ennek következtében ellenszegültek és kinevezték magukat augustusszá, amit 310-ben Galerius is elismert, így hivataloson már négy augustus volt egyazon időben. Galerius 311-ben bekövetkezett halálával az utolsó olyan ember is eltávozott, akinek elég hatalma volt a tetrarchia rendszerének fenntartásában és így a rendszer már gyorsan végleg megsemmisült. A hatalmi harc kiújult: Constantinus Liciniusszal lépett szövetségre, míg Maximinus Daia pedig Maxentiushoz közeledett, jóllehet utóbbit hivatalosan még mindig trónbitorlónak tekintették.
312 elején Constantinus csapataival átkelt az Alpokon és megtámadta Maxentiust. A Torino és Verona mellett zajlott csatákban gyorsan meghódította Italia északi részét és Róma felé nyomult előre. Ott a Milvius-hídi csatában legyőzte Maxentiust, ennek révén a teljes Nyugatrómai Birodalom augustusa, azaz császára lett. A következő években fokozatosan konszolidálta riválisaival szemben meglévő katonai fölényét a tetrarchia összeomlása során.
313-ban találkozott Liciniusszal Milánóban, hogy a szövetségüket megerősítsék azáltal, hogy Licinius feleségül vette Constantinus Constantia nevű féltestvérét. Ezen a találkozón egyeztek meg az úgynevezett milánói ediktum kiadásáról is, ami hivatalosan is teljes toleranciát biztosított a birodalomban minden vallás számára, beleértve a kereszténységet is. Ez a találkozó azonban félbeszakadt, amikor Licinius hírt kapott arról, hogy riválisa, Maximinus Daia átkelt a Boszporuszon és betört Licinius területére. Licinius hazatért és végül legyőzte Maximinus Daiát, megszerezve ezáltal az ellenőrzést a Római Birodalom minden keleti területe felett. A két győztes császár között azonban megromlott a kapcsolat és vagy 314-ben, vagy 316-ban Constantinus és Licinius Cibaleanál már egymás ellen csatáztak. Ez az csata Constantinus győzelmét hozta, majd 317-ben a Campus Ardiensis-i csatában újra összecsaptak, de ezután megállapodást kötöttek egymással, amiben Konstantin fiait Crispust és II. Constantinust, valamint Licinius fiát Licinianust caesaroknak nevezték ki.
320-ban Licinius visszavonta a vallásszabadságra tett kijelentéseket, amit 313-ban a milánói ediktumban deklaráltak, és újabb keresztényüldözésbe kezdett. Ez ürügyet adott Constantinus számára az újabb polgárháborúra, ami 324-ben ért tetőfokára. Constantinus seregét létszámban feltehetőleg felülmúlta Licinius serege, mégis Constantinus aratott győzelmet Hadrianopolisnál, Hellészpontosznál és Chrysopolisnál is. Licinius vereségével és egy évvel később bekövetkezett halálával (Constantinus elleni összeesküvéssel vádolták meg és kivégezték, holott Constantinus, az önmagát augustusszá nyilvánító trónbitorló támadta meg a teljes mértékben legitim módon uralkodó Liciniust). Constantinus lett a teljes Római Birodalom egyetlen császára.
326-ban Constantinus bíróság elé állíttatta majd kivégeztette legidősebb fiát, Flavius Iulius Crispust egy hamis vád alapján, miszerint Crispusnak viszonya lett volna Constantinus második feleségével Faustával. Néhány hónappal később, amikor rájött, hogy a hamis vádak forrása Fausta volt, őt is kivégeztette.
Licinius veresége a régi Róma számára a vég kezdetét jelentette és a Keletrómai Birodalom számára pedig ez jelentette a kezdetet. Bizánc vált kultúra megőrzésének és a prosperitásnak a központjává. Constantinus újjáépítette Byzantium városát és elnevezte Nova Romanak, azaz az új Rómának, létrehozva itt is római mintára a szenátust, a polgárok intézményeit, és az új várost a Krisztus keresztjének mondott kereszt védte. A régi istenek alakjait a keresztény jelképek kezdték felváltani, illetve ezekhez kezdtek egyre hasonlóbbakká válni. Aphrodite templomának helyén épült meg az Apostolok Székesegyháza. 330-ban avatták fel az új fővárost. A császár ideje alatt a város korábbi méretéről körülbelül háromszorosára nőtt. Constantinus halála után „Nova Roma”-t átnevezték „Constantinopolis”-ra (magyarul Konstantinápolyra, azaz Konstantin városára).
Euszebiosz azt írja, hogy Constantinus csak röviddel 337-ben bekövetkezett halála előtt keresztelkedett meg, más egykorú források nem említik keresztelkedését.

## Constantinus és a kereszténység

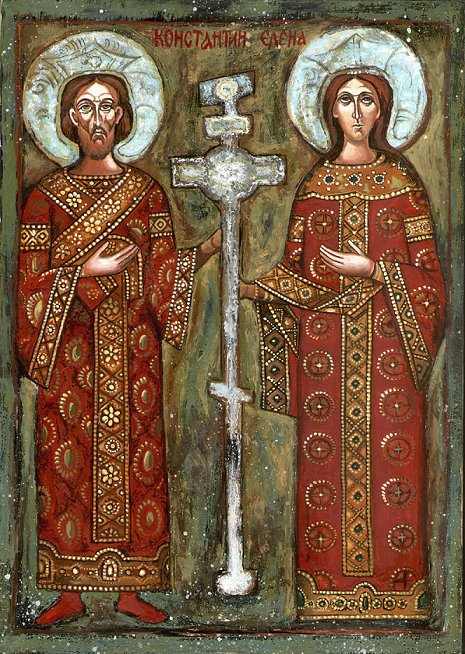
Szent Konstantin és anyja, Szent Ilona, kezükben a Szent Kereszt ereklyét tartják (kései bolgár ortodox ikon)

Constantinus leginkább arról ismert, hogy ő volt az első római császár, aki felvette a kereszténységet, bár lehetséges, hogy továbbra is vallotta korábbi hitét. Egyes források szerint pedig csak politikai okok miatt engedélyezte a keresztény hitet. Társcsászárával, Liciniusszal ő engedélyezte elsőként a keresztény vallás gyakorlását (religio licita – engedélyezett vallás). Bár csak a halálos ágyán keresztelték meg, egyes források szerint már korábban áttért a keresztény hitre – a legenda szerint egy jelnek köszönhetően: a Milvius-hídi csata előtt, 312. október 28-án, mikor katonáival menetelt, egy kereszt jelent meg előtte a Napban, e szavakkal : „E jelben győzni fogsz!” (In hoc signo vinces). Később álmában azt az utasítást kapta, hogy új jelet tegyen a zászlóira (labarum). Ugyanakkor ez a motívum egyben utal a Győzedelmes Nap (Sol Invictus) kultuszára is, így szinkretikus, a keresztény katonák szája íze szerinti vallásos szónoklatot is takarhat.
A Constantinus és Licinius által kiadott milánói ediktum (313) eltörölte a kereszténység gyakorlásáért korábban kirótt büntetéseket, melyek miatt rengetegen szenvedtek mártírhalált. Az egyház elkobzott vagyonát is visszaadta.
Amikor én, Constantinus Augustus, és én, Licinius Augustus, kedvező előjelektől kísérve Mediolanumba érkeztünk és mindent fontolóra vettünk, ami a köz hasznára és javára szolgál, a többi dolog közt, melyekről úgy tűnt, hogy mindenkinek hasznára válnak, úgy döntöttünk, hogy mindenekelőtt és elsősorban olyan rendeleteket bocsátunk ki, amik biztosítják az istenség iránti tiszteletet és imádást, azaz hogy megadjuk a keresztényeknek és mindenkinek azt a szabad választást, hogy azt a vallást kövesse, amelyiket akarja, úgyhogy bármelyik istenség vagy mennyei hatalom jóakarattal lehessen irántunk és mindenki iránt, aki hatalmunk alatt él.

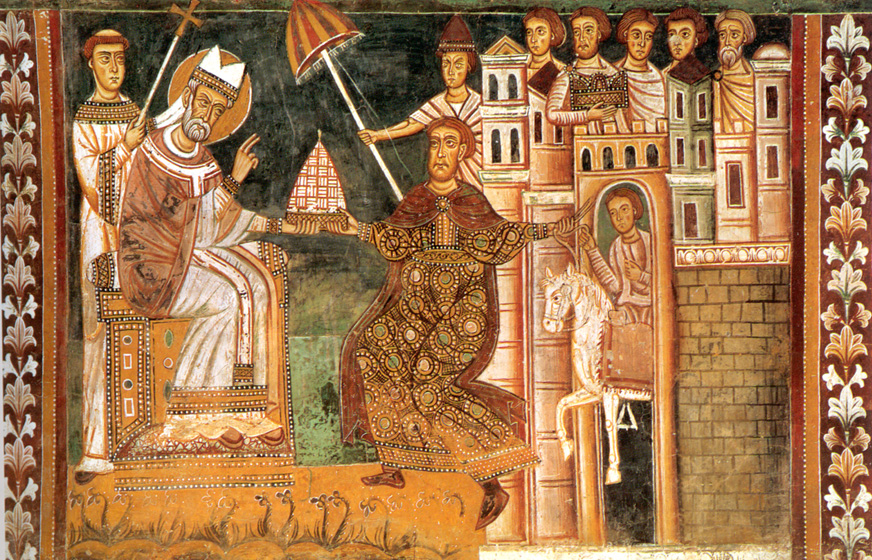
Szilveszter és Konstantin. E 13. századi kép a valóság utólagos meghamisítását tükrözi, mivel Konstantin császár nem hódolt be a római püspöknek ("pápának"), hanem önmagát tartotta "a keresztény alattvalók legfőbb püspökének"

Az ediktum után a keresztények előtt új lehetőségek nyíltak meg, versenghettek a pogány rómaiakkal a cursus honorumban a magas kormányzati pozíciókért, és a társadalom is jobban befogadta őket. Új templomokat szentelhettek fel, a keresztény püspökök pedig nyilvánosan állást foglaltak, ahogy más vallások képviselői nem merték volna. Ahol azonban kisebb közigazgatási egységekben keresztény vezetés jutott hatalomhoz, ott kisajátították vagy lerombolták a „pogány” templomokat és helyenként pogromokat is rendeztek a „pogányokkal” szemben.
Mindezek miatt a kereszténységen belüli ellentmondások, melyek már a 2. század közepén felmerültek, nyílt ellentétekké fajultak, és gyakran a keresztény egyházon belül is erőszakba torkolltak. Constantinus intézkedéseket tett a vallási zavargások elsimítására:
- 314-ben összehívta az arles-i zsinatot a donatisták ellen,
- 325-ben (május 20. – július 25.) az első nikaiai zsinatot. Ez utóbbi az első ökumenikus zsinat volt.

A két zsinat célja az volt, hogy rendet tegyen több, a korai kereszténységet zavaró tankérdésben (arianizmus, kvatrodecimanizmus).
321. március 7-én a vasárnapot rendelte a heti pihenőnapnak (CJ 3.12.2).
A római püspöknek (pápa) adományozta a lateráni palotát,[forrás?] elrendelte a Születés temploma, a Szent Péter-bazilika, a Falakon kívüli Szent Pál-bazilika, az Hagia Szophia, a mai Basilica di San Lorenzo fuori le Mura, a Szent Sír Temploma és a Szent Apostolok Temploma építését (halála után ez utóbbiban temették el).
Konstantin 330-ban a székhelyét Rómából Bizáncba helyezte át. Ezzel a konstantinápolyi püspök (pátriárka) tekintélye is növekedni kezdett, aki ugyanakkor a császár teljes kiszolgálója lett. Ezzel egyidejűleg a római püspök (pápa) helyzete is megváltozott. Konstantin elköltözése után a római püspökök kezdtek úgy viselkedni, mint a Nyugat egyedüli és kizárólagos urai (nemcsak vallási, hanem ún. világi ügyekben is), akikre a hatalmat a császár ruházta át.
Constantinus pénzein a napisten képei mellett most már Krisztus monogramját tüntette fel. Ő maga csak a halálos ágyán (337) vette fel a kereszténységet, de akkor sem Athanasziosz, hanem Arius szellemében.
Constantinus és utódai magukat a "keresztény alattvalók legfőbb püspökének" tartották, és irányító szerepük volt a keresztény egyház belső életében. Magukat nem imádtatták istenként sem életükben, sem haláluk után, de hatalmukat Istentől származtatták, és magukat a környezetükkel együtt "szent"-nek hirdették. 
A későbbi századokban több hamisítvány vagy legenda került a nevével kapcsolatba, például hogy Szilveszter pápa megtérítette, a bélpoklosságából meggyógyította és megkeresztelte. A pápaság érdekeit védő, ún. Constantinusi adománylevél 8. századi hamisítványnak bizonyult.

## Constantinus és a zsidók
Constantinus több megszorítással is nehezítette a zsidók életét: a római szabad polgárokkal ellentétben nem volt szabad keresztény rabszolgákat tartaniuk vagy körülmetélni a rabszolgáikat. A keresztényeknek tilos volt áttérniük a zsidó hitre. A vallásgyakorlást is korlátozták, de Tisá beáv napján, a jeruzsálemi nagytemplom lerombolásának évfordulóján beengedték a zsidókat Jeruzsálembe. Constantinus azt is támogatta, hogy a húsvét és a pészah dátumát elválasszák egymástól (lásd még: kvatrodecimanizmus). Az első nikaiai zsinat után így írt egy levelében: „…méltatlannak tűnt, hogy az ünnepek ezen legszentebbikének megtartásában a zsidók szokásait kövessük, akik hatalmas bűnnel szennyezték be kezüket, emiatt megérdemelten sújtja őket a lélek vaksága. […] Ne legyen hát semmi közös bennünk a megvetendő zsidó csőcselékkel, mert minket másképpen áldott meg a mi Megváltónk.”.

## Constantinus élete és cselekedetei a milánói ediktum után
A császárok arcmását viselő érmék gyakran árulkodnak személyes ikonográfiájukról. Constantinus uralmának korai éveiben Mars, majd (310 után) Apollón, mint napisten ábrázolása gyakran jelenik meg érméi hátoldalán. Marsot a tetrarkhiával hozták összefüggésbe, és Constantinus azzal, hogy ezt a szimbólumot használta, hangsúlyozta uralma törvényességét. Miután 309–310-ben szakadás következett be közte és apja régi társcsászára, Maximianus között, Konstantin azt állította, hogy Marcus Aurelius Claudius Gothicus 3. századi császárnak, a naissusi csata (268. szeptember) hősének leszármazottja. A 4. századi Historia Augusta azt írja, hogy Constantinus apai nagyanyja, Claudia, Crispus lánya, Crispus pedig állítólag II. Claudius és Quintillus testvére. A történészek azonban azt gyanítják, ez csak kitaláció, melyet azért találtak ki, hogy hízelegjenek a császárnak.

## I. Constantinus és fiai, akik között felosztotta birodalmát a halála után

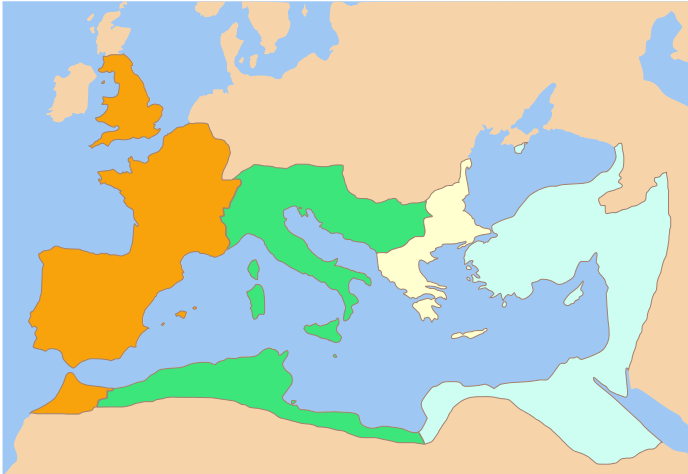
A Római Birodalom I. Constantinus halálának évében, 337 szeptemberében.
Constantinus három fia – II. Constantinus, Constans, és II. Constantius – egymás között osztotta fel a birodalmat. II. Constantinus a nyugati provinciákat örökölte, Galliát, Britanniát és Hispániát. Constans Itália, Illyricum, az afrikai provinciák és Macedónia felett uralkodott, míg II. Constantius a birodalom keleti felét kapta. Ezeken kívül mostohatestvére, Dalmatius hasonló nevű fiának és idősebb Dalmatius öccsének, Hannibalianus hercegnek is juttatott egy-egy országrészt.

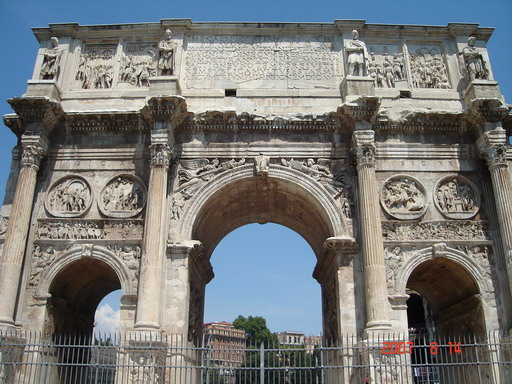
I. Constantinus római császár diadalíve Rómában. Konstantin bőkezűen támogatta a keresztények egyházát, templomokat építtetett, zsinatokon vett részt, de ugyanakkor megtartotta a "Pontifex Maximus" (legfőbb pap) pogány címet is, s a győzelmei megörökítésére emelt emlékművén Jézus neve nem szerepel.

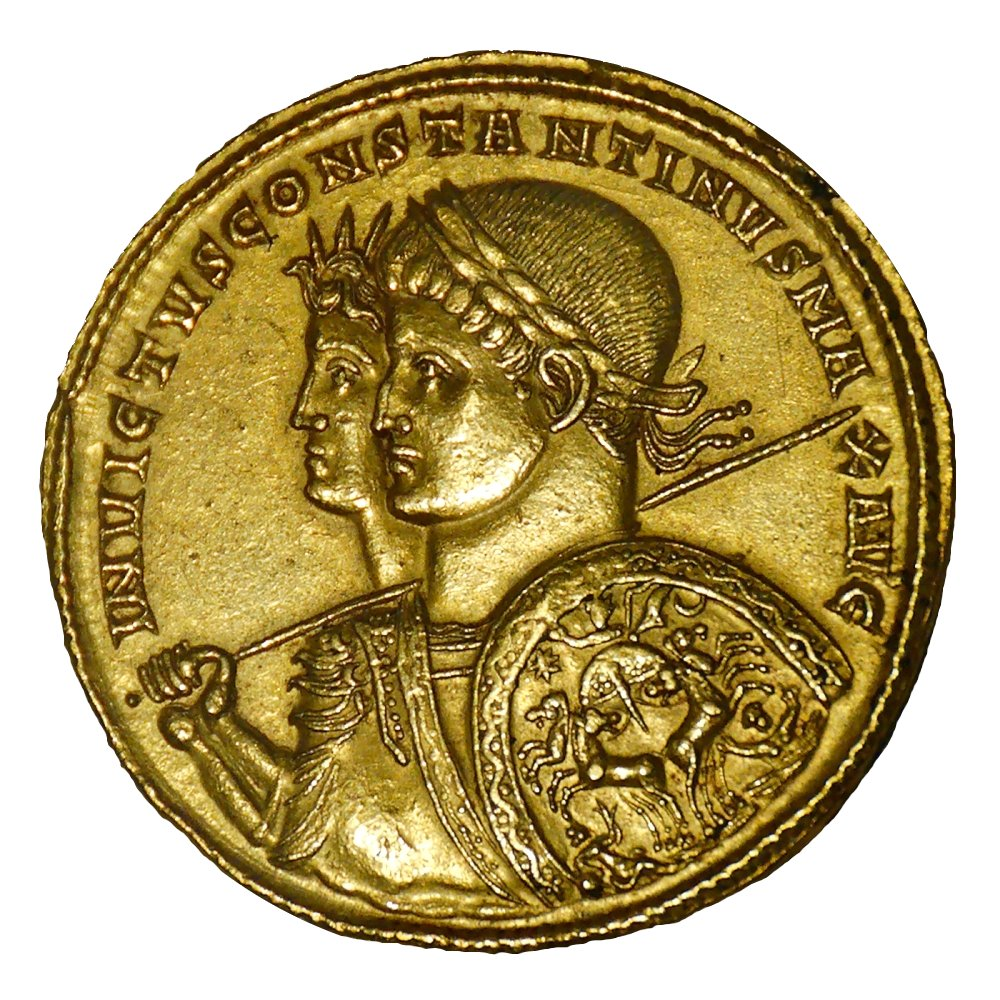
I. Constantinus Constantinus és Apollón	312–324 Constantinus egyedül 324–337 (Caius Flavius Valerius Aurelius Constantinus)

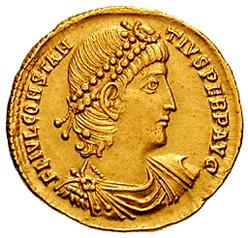
II. Constantius 337 – 361 (Flavius Julius Constantius)

## Galéria

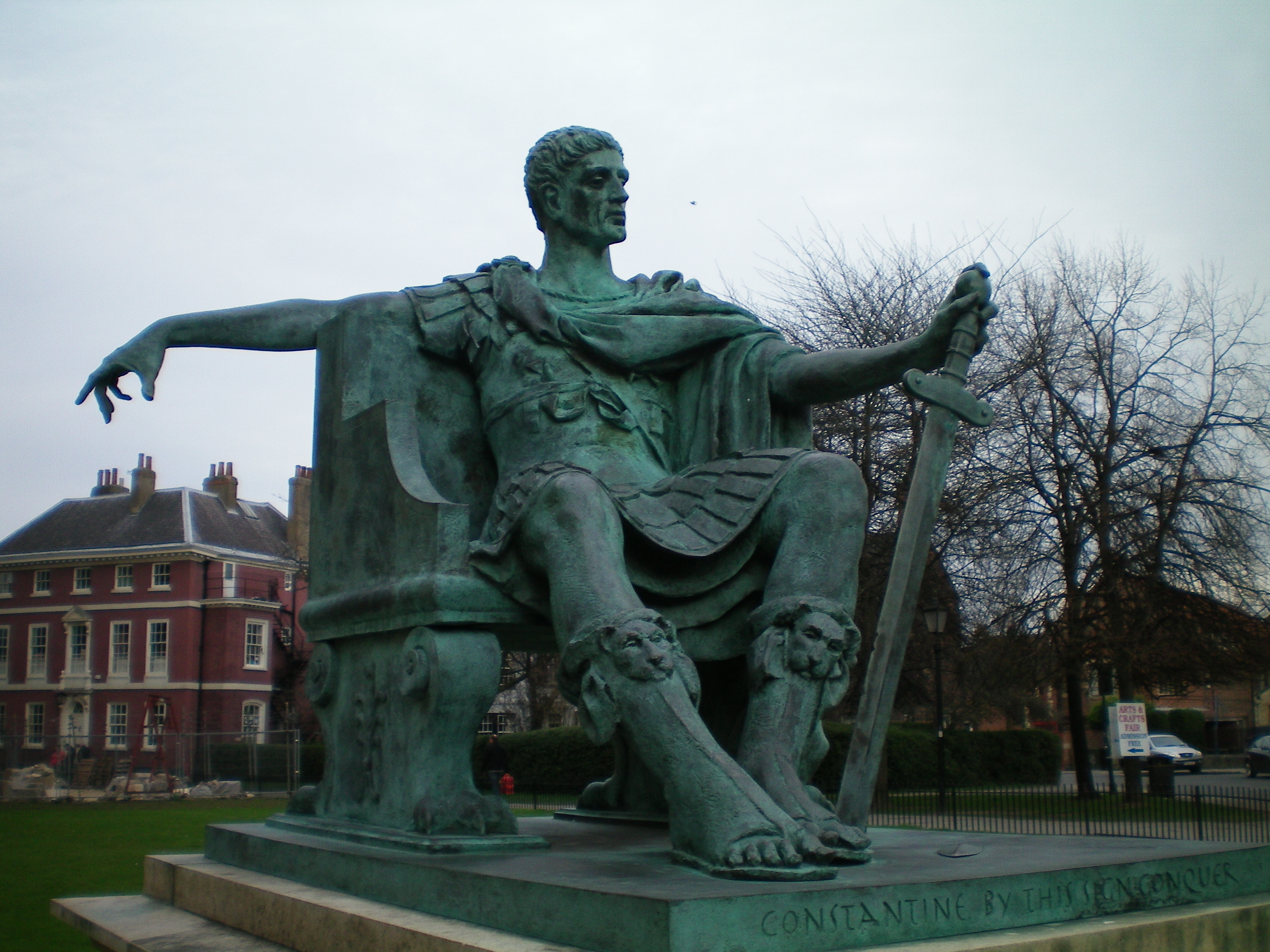
I. Constantinus római császár bronzszobra az angliai Yorkban, közel ahhoz a helyhez, ahol csapatai császárrá kiáltották ki
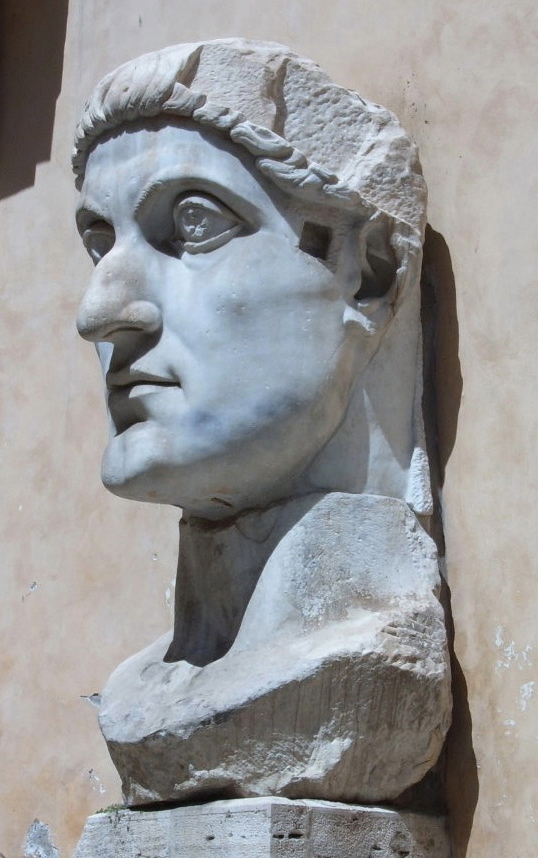
Konstantin kolosszusának feje a Musei Capitoliniben, Rómában
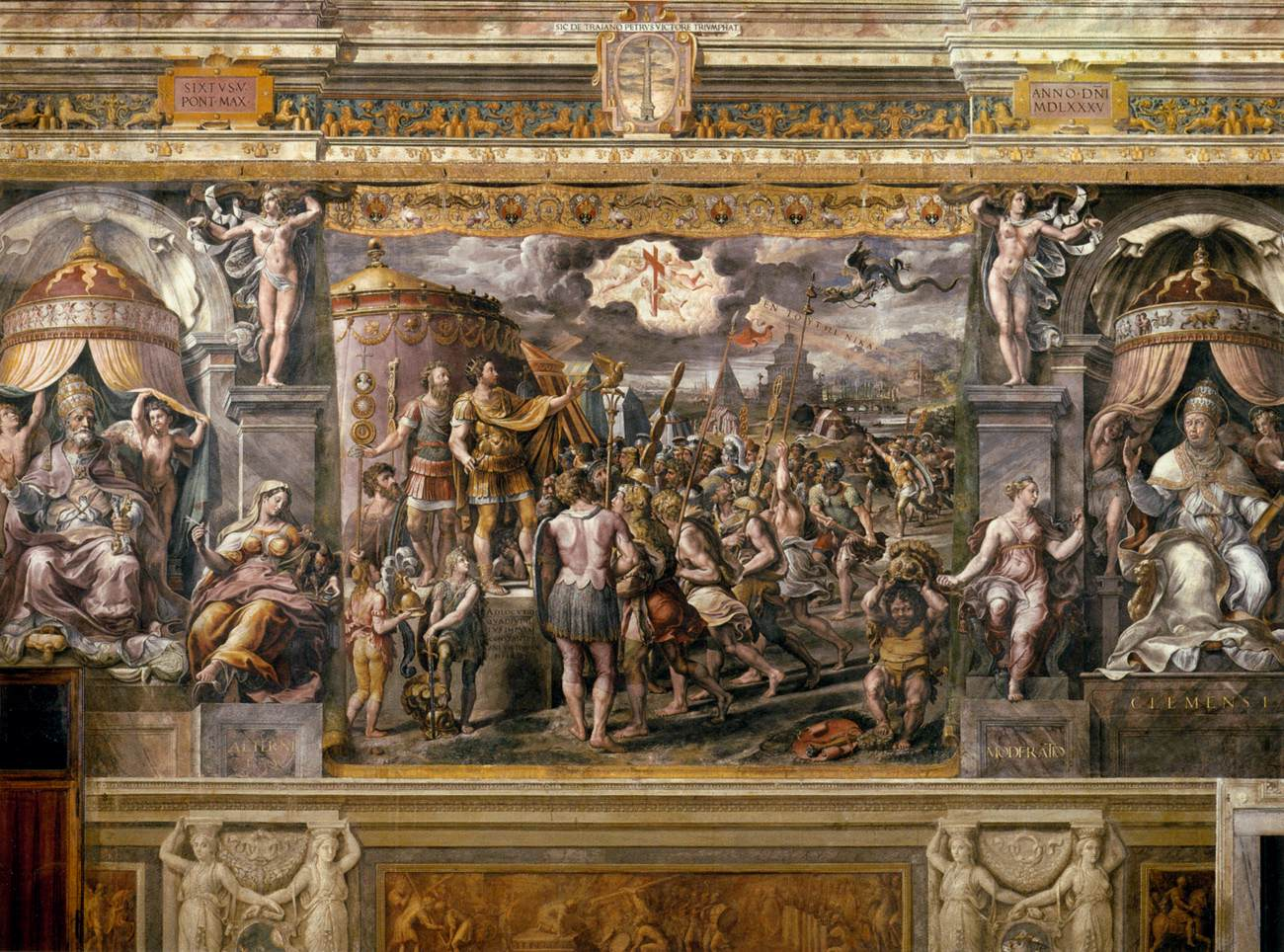
Raffaello Sanzio: In hoc signo vinces, Vatikán
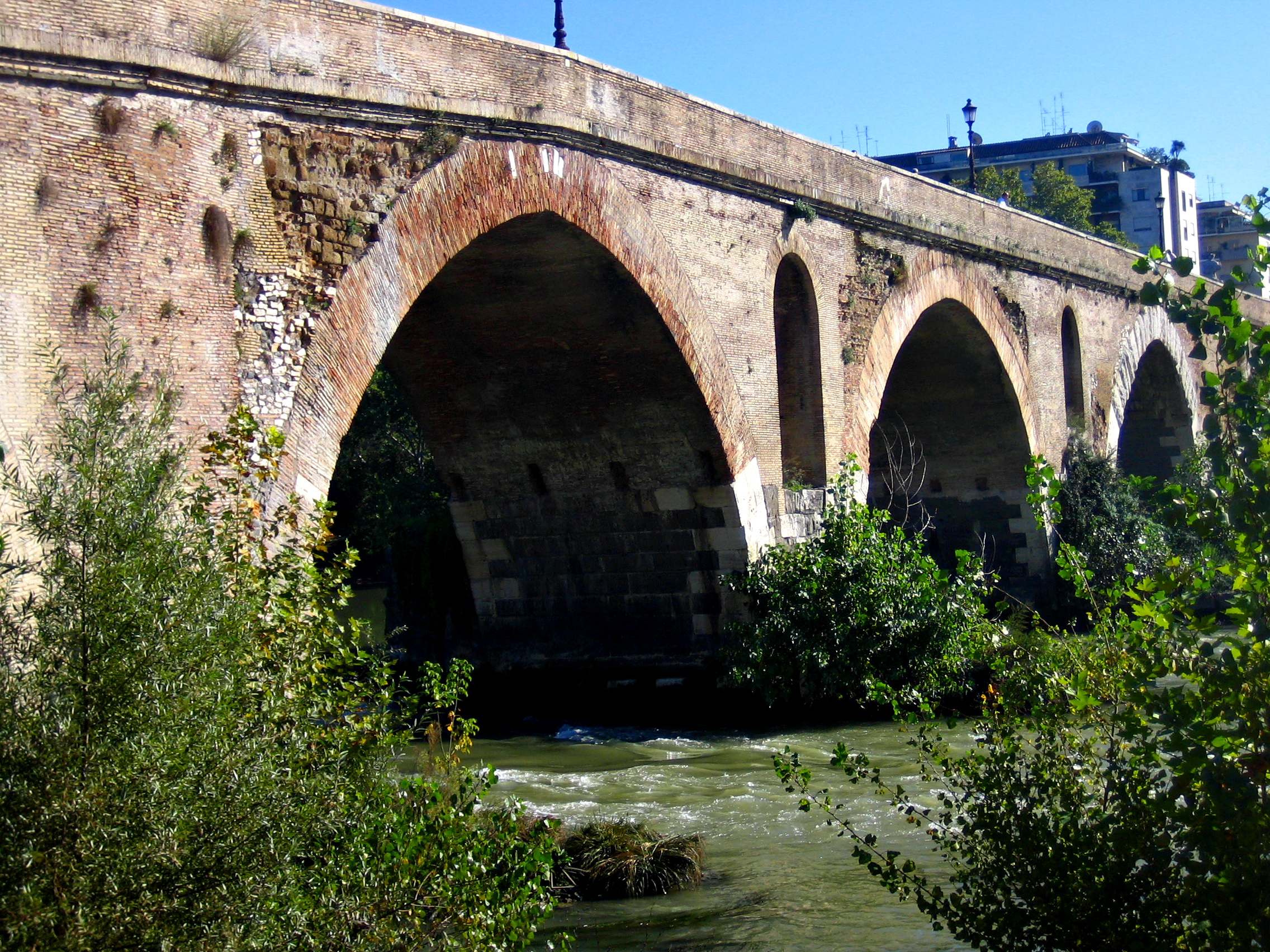
A Ponte Milvio híd Rómában, a Milvius-hídi csata helyszíne
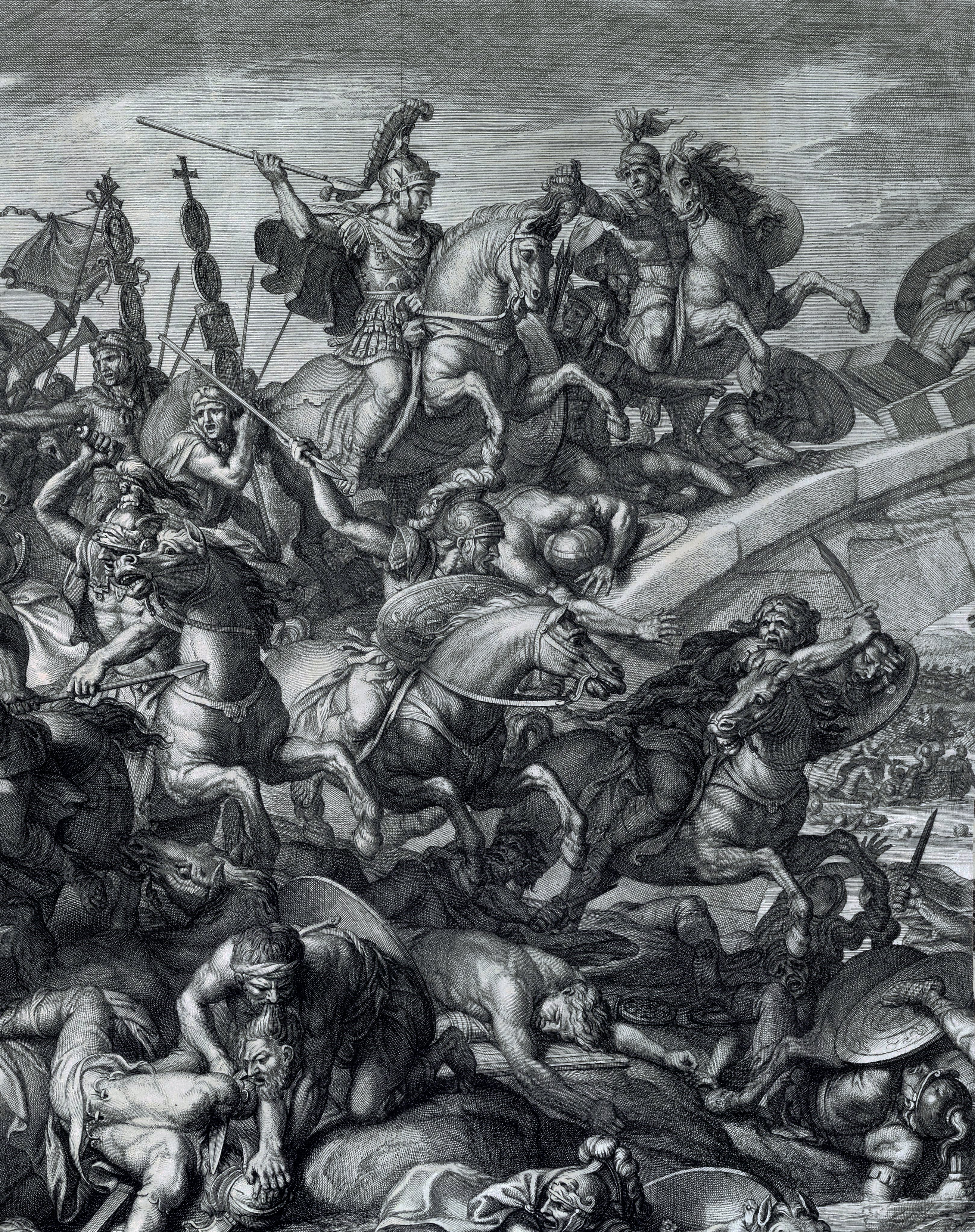
Charles Le Brun: A Milvius-hídi csata
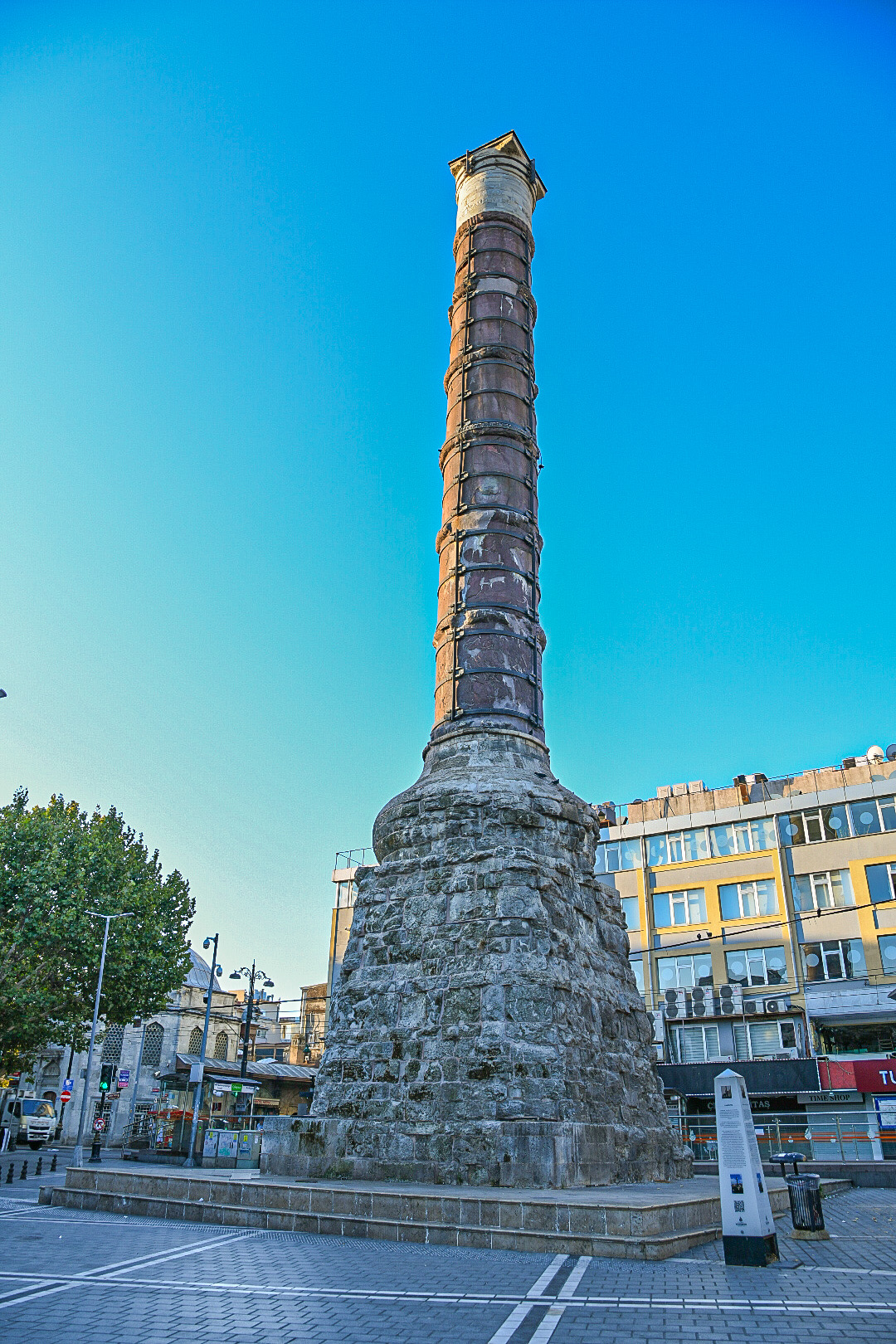
Constantinus oszlopa az általa alapított Konstantinápolyban

## Ajánlott irodalom
- Ancient History
- Chuvin, Pierre, B. A. Archer, translator, A Chronicle of the Last Pagans, Harvard, 1990. ISBN 0-674-12970-9
- Dodds, Eric Robertson, The Greeks and the Irrational, University of California, 1964.
- Dodds, Eric Robertson, Pagan and Christian in an Age of Anxiety: Some Aspects of the Religious Experience from Marcus Aurelius to Constantine, Cambridge, 1965.
- Jones, A.H.M., Constantine and the Conversion of Europe, Macmillan, 1949.

The Association of Ancient Historians has honored Ramsay MacMullen as being the finest ancient historian of the Roman Empire in our time. Some may find him difficult, he speaks the language of the professional scholar, but reading his works is certainly worth the time and effort.
- MacMullen, Ramsay, Constantine, Dial Press, 1969.
- MacMullen, Ramsay, Christianizing the Roman Empire A.D. 100-400, Yale, 1984.
- MacMullen, Ramsay, Changes in the Roman Empire: Essays in the Ordinary, Princeton, 1990.
- MacMullen, Ramsay, Enemies of the Roman Order: Treason, Unrest, and Alienation, Harvard, 1966.
- Odahl, Charles Matson, Constantine and the Christian Empire, Routledge, 2004.
- Wilken, Robert L., Christians As the Romans Saw Them, Yale, 1984
- Eusebius of Caesarea, The Life of the blessed Emperor Constantine in four books from 306 to 337.
- Encyclopaedia Britannica 1911: Constantine
- Lactantius, (240-320) Of the Manner the in Which the Persecutors Died,
- "Constantine the Great", by Charles G. Herbermann and Georg Grupp. The Catholic Encyclopedia (1908)
- "Donatists", by John Chapman. The Catholic Encyclopedia (1909)
- Sources on the Antonine Plague
  - Galen, On the Natural Faculties
  - Marcus Cornelius Fronto, Letters of Marcus Cornelius Fronto
- Vlassis R. Rassias, Es Edafos Ferein, 2nd edition, Athens, 2000, ISBN 960-7748-20-4